# ممی بچیرویچ
بچیروویچ ملقب به «مِمی» ۱۳ سال است که به صورت حرفه‌ای مربیگری می‌کند و از سال ۲۰۰۹ تا پایان مسابقات قهرمانی جهان سال ۲۰۱۰ هدایت تیم ملی کشورش را عهده داشت. بچروویچ در جام جهانی ۲۰۱۰ ترکیه سرمربی تیم ملی اسلوونی بود و با این تیم موفق به شکست تیم‌های برزیل، کرواسی، استرالیا، ایران و تونس شد و در نهایت با شکست مقابل روسیه تیم تحت هدایتش را به مقام هشتم جهان رساند. این مربی اسلوونیایی در سال ۲۰۰۱ کمک مربی تیم ملی کشورش بود و طی سال‌های ۲۰۰۲ تا ۲۰۰۵ سرمربی تیم جوانان اسلوونی بود و با این تیم به مقام نایب قهرمانی اروپا رسید. ممی همراه با تیم ملی ایران قهرمان جام ملت‌های آسیا ۲۰۱۳ شد و به جام جهانی ۲۰۱۴ اسپانیا صعود کرد.